# 페로브스카이트 태양 전지
페로브스카이트 태양 전지(perovskite solar cell)는 태양 전지의 한 종류로, 페로브스카이트 구조를 가진 물질을 광흡수층으로 사용하는 태양 전지이다. 납이나 주석을 중심 금속으로 하는 유-무기 할로젠화물이 주로 사용된다.

## 역사
"차세대 태양전지"라고도 부른다.
2016년, 부산대 화학교육학과 진성호 교수는 "페로브스카이브는 실리콘계도, 박막형도 아닌 제3의 태양전지로 가장 최근인 3, 4년전 개발됐다"며 "높은 효율로 차세대 태양전지 중 가장 각광받고 있다"고 말했다.
2020년 8월, 미국 정부는 차세대 페로브스카이트 태양전지 연구개발에 2000만달러(약 217억원)를 지원한다고 발표했다. 미국 에너지부(DOE)는 "페로브스카이트로 만든 태양전지는 성능이 뛰어나고 생산비용은 낮아 잠재력이 높다"며 "다만 페로브스카이트 태양전지가 경쟁력을 갖추려면 연구개발을 통해 지속성과 내구성을 확보해야 한다"며 지원 배경을 설명했다.
2021년 2월 25일, 한국화학연구원 서장원 화학소재연구본부 박사 연구팀이 25.2%의 태양 전지 효율을 갖는 페로브스카이트 태양전지(0.1㎠ 면적 기준)를 개발했다는 논문을 발표했다. 국제학술지 네이처에 표지논문으로 게재됐다. 페로브스카이트 태양전지는 기존의 실리콘 태양전지 보다 5배 저렴한데, 효율이 낮은게 문제였다.

## 분류
- 실리콘계 태양전지
  - 1세대 실리콘 태양전지, 실리콘계 결정형 태양전지, 태양 전지 효율 25%
  - 2세대 유기박막 태양전지, 실리콘계 박막형 태양전지, 갈륨, 인듐 사용, 태양 전지 효율 22.9%
- 화합물 반도체 태양전지
  - 3세대 페로브스카이트 태양전지, 페로브스카이트계 박막형 태양전지

## 발전효율

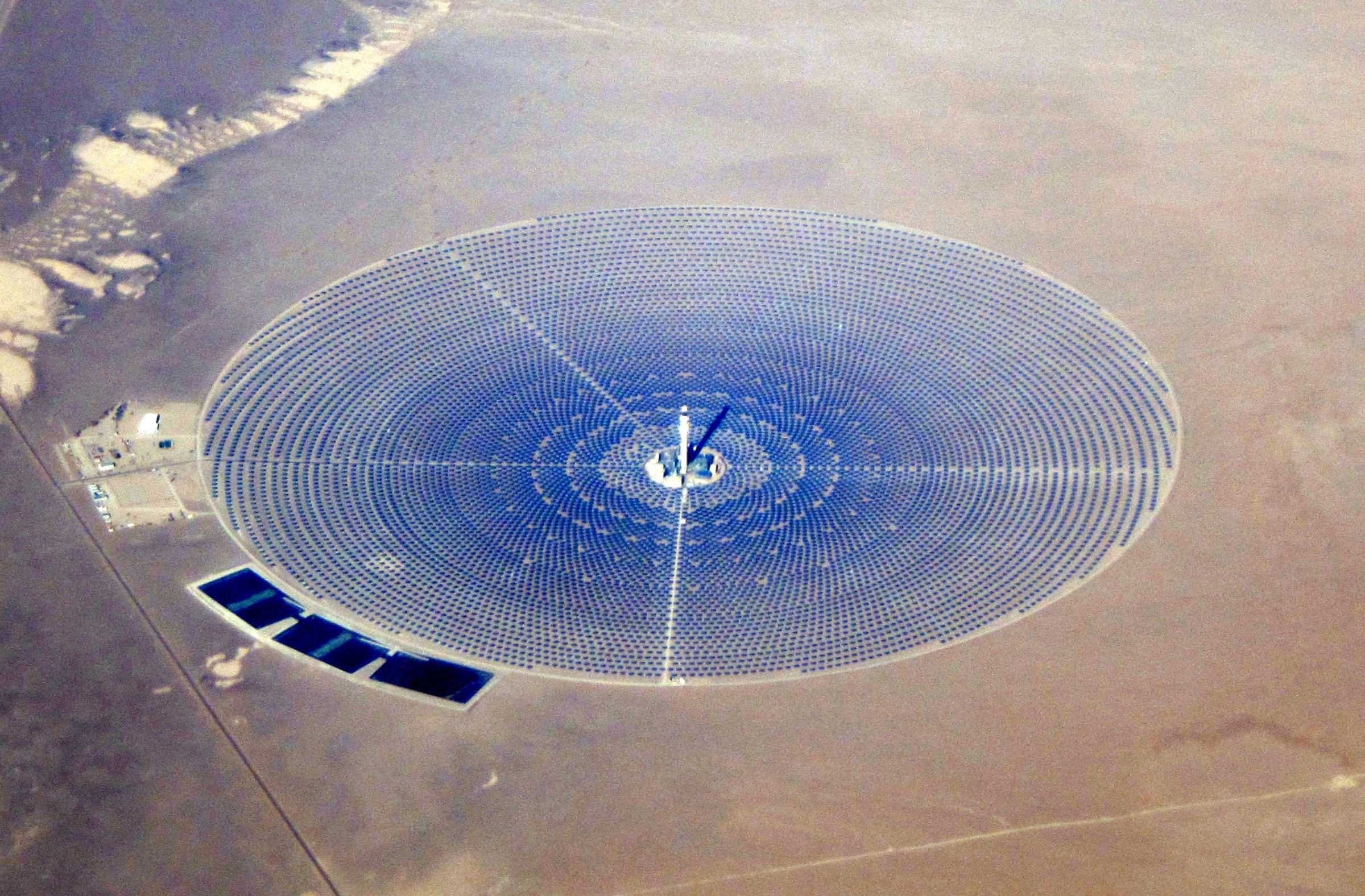
2014년 라스 베가스 인근의 110MW급 집광형 태양광 발전소

미국 에너지정보국(EIA)에 따르면 발전효율(2017년 기준) 역시 원전은 92%에 달하는 반면 LNG 등 가스와 석탄은 약 55%, 풍력은 37%, 태양광은 22%에 불과하다.
태양전지의 발전효율을 태양 전지 효율이라고 하는데, 1세대 실리콘계 결정형 태양전지 위에 3세대 페로브스카이트계 박막형 태양전지를 붙이면, 효율이 올라간다. 여기에 집광형 태양 전지를 사용해 집중 조명(143배 집광)을 하면, 발전효율이 더욱 올라간다.
2019년, 태양 전지 효율의 세계 기록은 다중 접합 집광형 태양 전지를 사용하여 달성한 47.1%이며, 미국 콜로라도주 골든의 미국 국립재생에너지연구소가 개발한 것이다.
2020년 4월 14일 국제학술지 네이처 에너지(Nature Energy)에는 미국 재생에너지연구소(NREL)의 새로운 태양전지 개발 연구성과가 실렸다. 연구진이 개발한 태양전지는 집중 조명(143배 집광) 조건에서 47.1%의 효율을, 일반 조명 조건에서 39.2%의 효율을 기록했다. 이는 지금까지 보고된 여러 태양전지 중 가장 높은 기록이다.

## 같이 보기
- 염료감응형 태양전지
- 페로브스카이트